# Esslingen am Neckar trolibuszvonal-hálózata
Esslingen am Neckar trolibuszvonal-hálózata egy 2 vonalból álló trolibusz-hálózat Németországban, Esslingen am Neckarben. A hálózat 15,2 km hosszúságú, 600 V egyenáramú feszültségről üzemel. Az üzem 1944. július 10-én indult meg. Egyike Németország három megmaradt trolibuszhálózatának a solingeni és az eberswaldei mellett.
Üzemeltetője a Städtischer Verkehrsbetrieb Esslingen am Neckar.

## Vonalak
- 101
- 118

## Képek

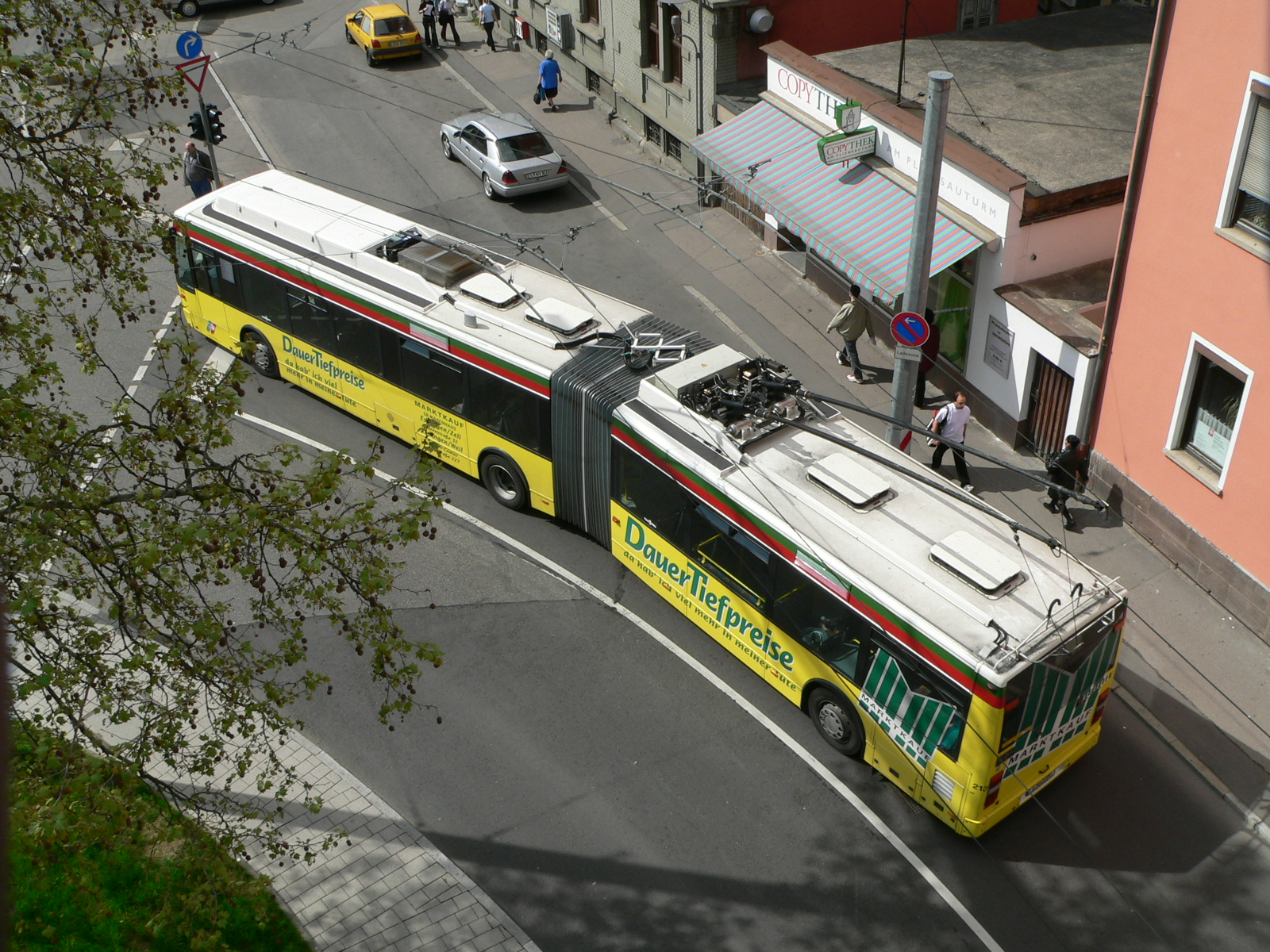
A 213-as troli reklámmal az oldalán
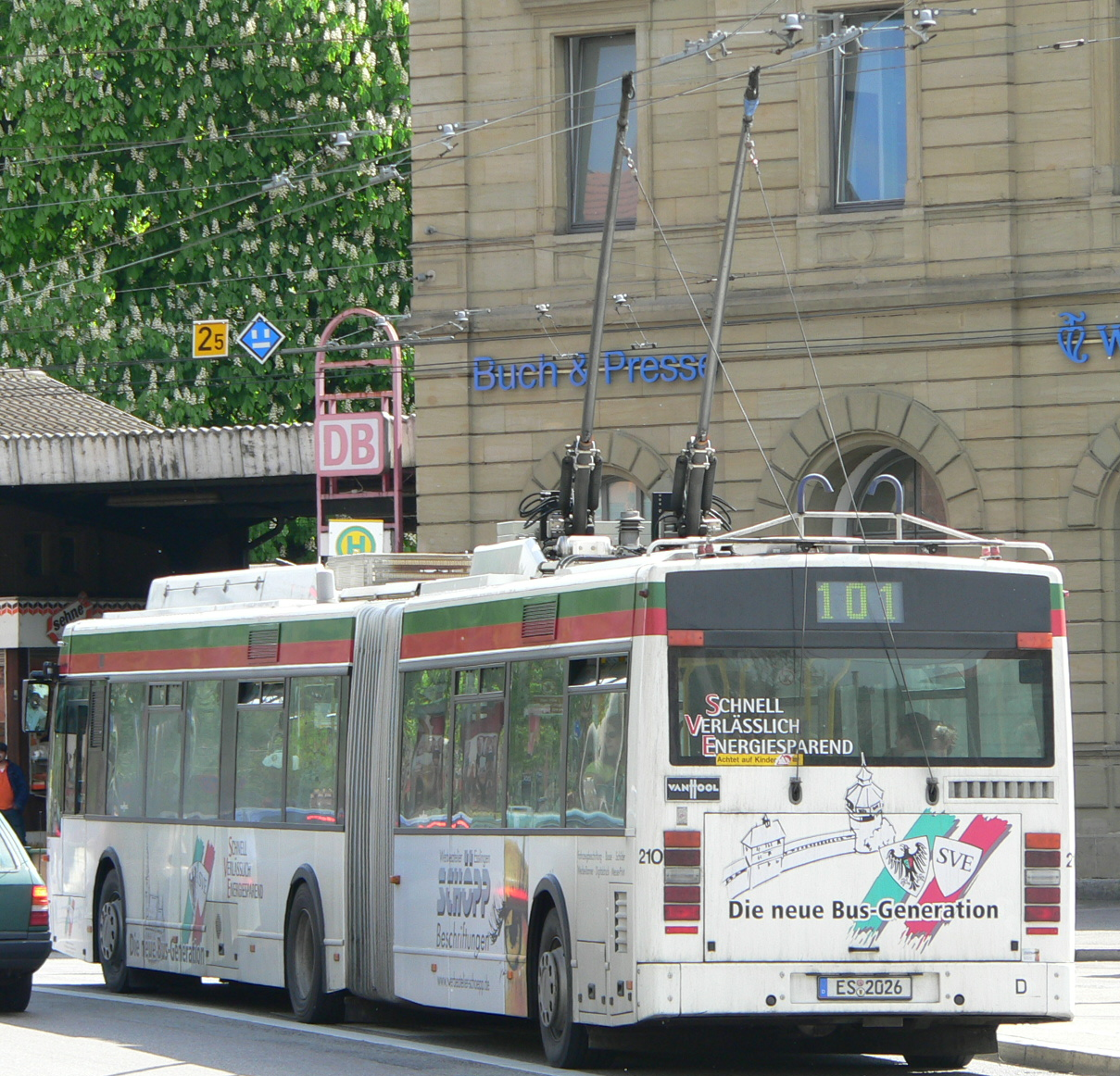
A 210-es kocsi az Esslinger Bahnhof előtt
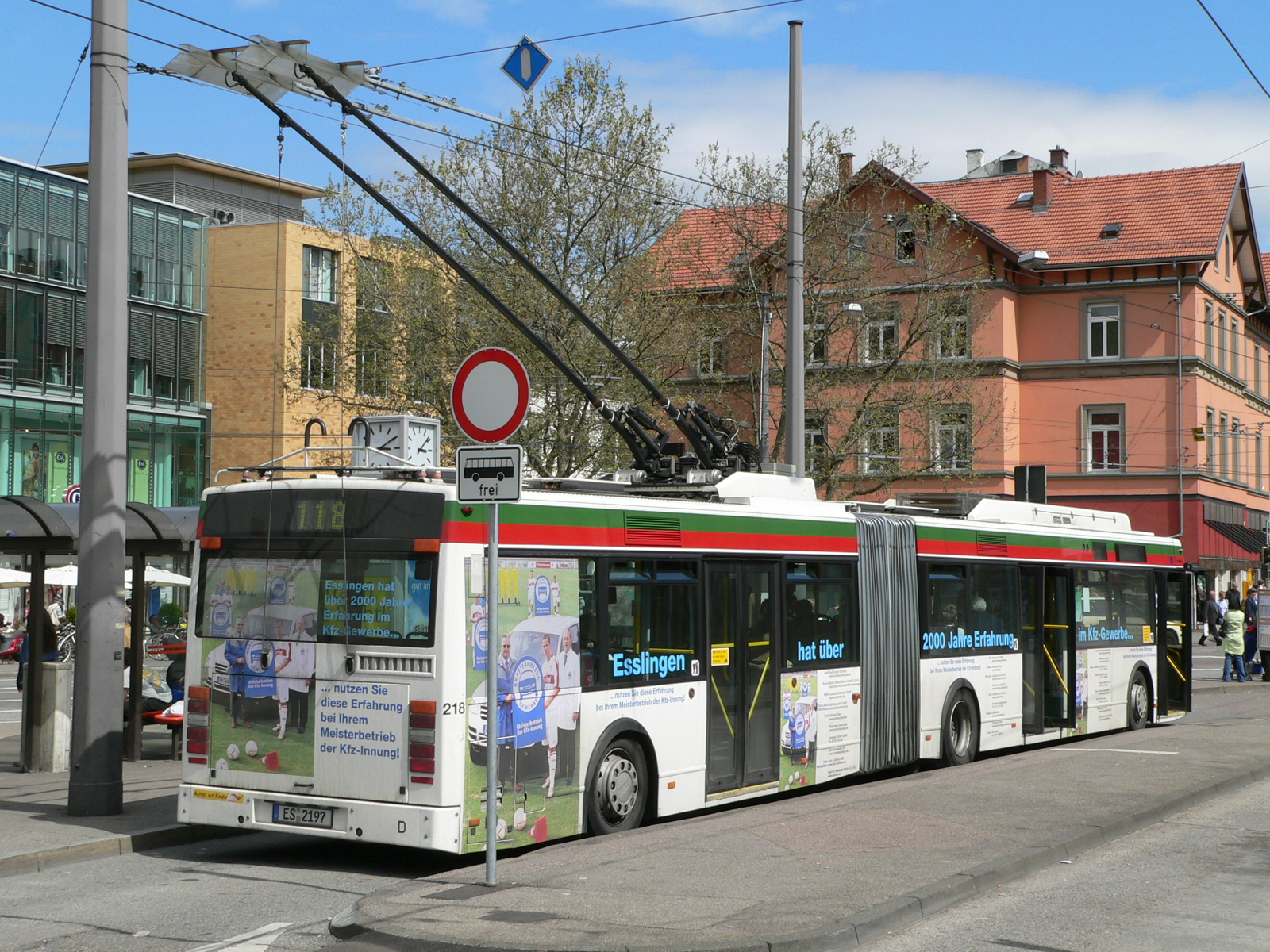
A 210-es kocsi
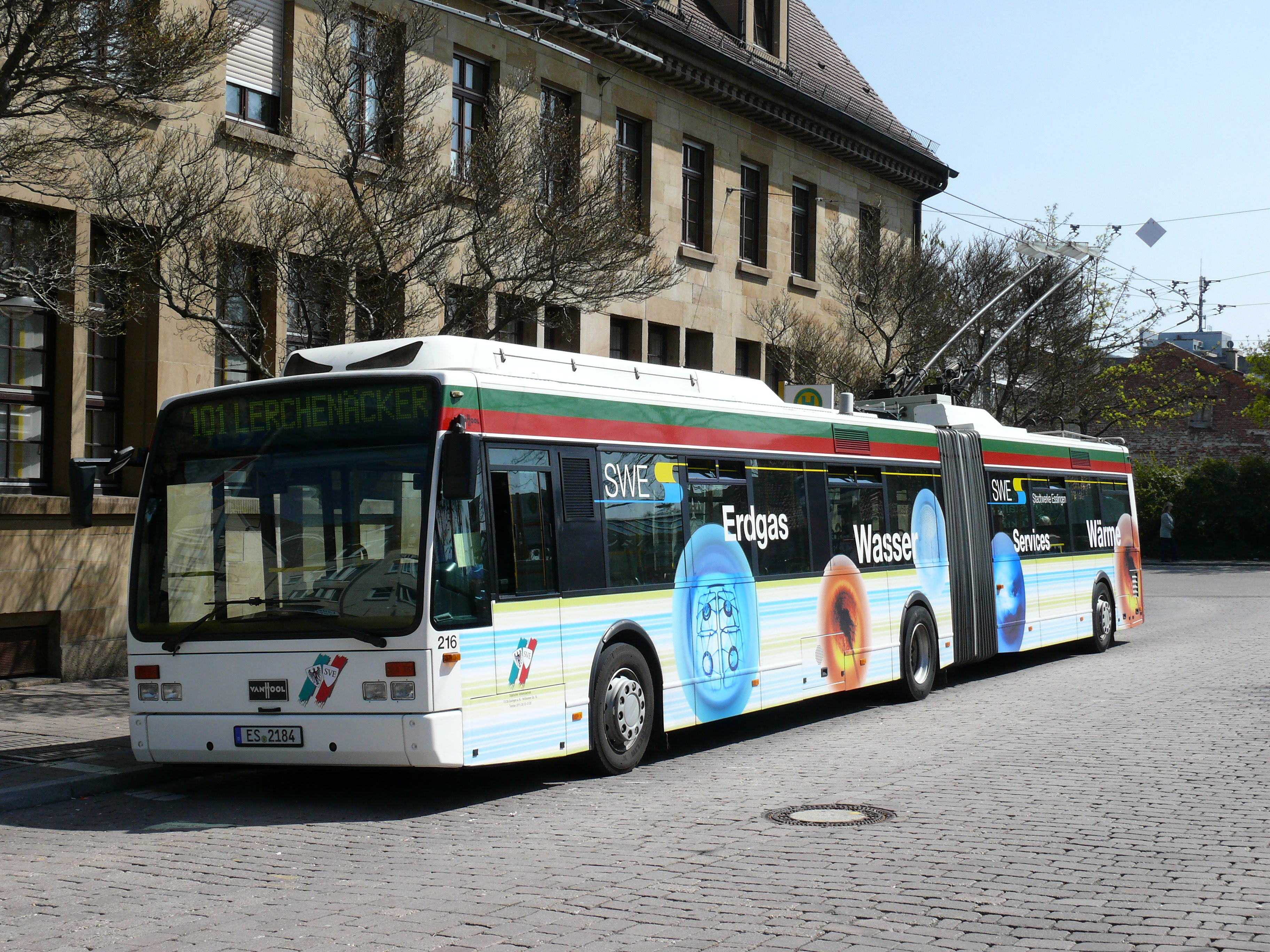
A 216-os kocsi az esslingeni közlekedés reklámjával